# Utanför din dörr
Utanför din dörr är en svensk komedifilm från 2002 i regi av Eric Donell och Martin Söder.

## Handling
Efter att ha förlorat båda sina föräldrar i en olycka flyttar André från Stockholm till Lycksele. Han har Tourettes syndrom och, när det gäller det motsatta könet, brist på självförtroende. Men en som spanar in honom är Sanna som undrar vad han är för en kille. Den folkskygge André är intresserad av Sanna, men samtidigt bränd av sin oförmåga att överkomma sin nervositet, en nervositet som kommer av att han faktiskt inte är medveten om att han har Tourettes syndrom utan tror bara själv att han är knäpp med sina tics.

## Om filmen
Filmen är delvis baserad på manusförfattaren Donells eget liv, då han fram till 28 års ålder var omedveten om att han själv hade Tourettes syndrom.

## Rollista
- Lina Englund - Sanna
- Eric Donell - André
- Malin Svarfvar - Mia
- Björn Gustafson - Gunnar, Andrés farbror
- Bisse Unger - Melker
- Tomas Magnusson - Rolle
- Lennart Hjulström - Andrés pappa
- Gerthi Kulle - Andrés mamma
- Lennart Jähkel - Sannas pappa
- Ann Petrén - Sannas mamma
- Henrik Hjelt - Jeppe
- Göran Engman - fotohandlaren
- Cecilia Nilsson - psykologen
- Tanja Svedjeström - Angelica
- Kicki Bramberg - kassörskan
- Anna Wallander - Louise
- Thérèse Brunnander - tidningskollega
- Angelika Roberts - receptionisten
- Johan Aulin - maskerad man
- Kimmo Rajala - maskerad man
- Mikael Török - dansare

## Mottagande
I Svenska Dagbladet menade Malena Janson att "Det är en mycket rar och mycket tunn berättelse om rätten att få vara lite annorlunda.". Aftonbladets Jens Peterson menade att filmen var "...en charmig historia som värmer hjärtat.". I Upsala Nya Tidning ansåg Susanne Sigroth-Lambe att "Det är sällan man ser svenska långfilmsdebuter med så många goda förtecken som här...".
Utanför din dörr vann tyska Cinestar Film Prize för bästa ungdomsfilm 2003.

## Musik i filmen
- For the Love of a Woman, kompositör Tyler Castleton, text Tyler Castleton och Staci Peters
- Min kärlekssång till dig, kompositör och text Lars Berghagen, sång Lars Berghagen
- Sannah, kompositör och text Eric Donell
- Stay, kompositör Larry Byrom, text Larry Byrom och Allyson Taylor, framförs på violin och med sång av Alison Krauss
- The Tide Is High, kompositör John Holt, text John Holt, Tyrone Evans och  Howard Barrett
- Where I Used To Have a Heart, kompositör och text Craig Bickhardt
- Where the Roses Grow, kompositör och text Mattias Blomdahl
- Wonder Where You Are, kompositör och text Per Lidén
- Konsert, flöjt, harpa, orkester, K. 299, C-dur. Andantino, kompositör Wolfgang Amadeus Mozart, dirigent Richard Edlinger
- Fantasi, piano, K. 397, d-moll, kompositör Wolfgang Amadeus Mozart, framförs av János Sebestyén
- Konsert, piano, orkester, nr 27, K. 595, Bb-dur. Sats 2 Larghetto, kompositör Wolfgang Amadeus Mozart, framförs av Jenö Jandó, dirigent András Ligeti
- Konsert, violin, orkester, K. 216, G-dur. Adagio, kompositör Wolfgang Amadeus Mozart, framförs på violin av Takako Nishizaki, dirigent Stephen Gunzenhauser
- Rekviem, K. 626, d-moll. Dies irae, kompositör Wolfgang Amadeus Mozart och Franz Xaver Süssmayr, dirigent Zdenek Kosler